# Lupé
Lupé ist eine französische Gemeinde mit 307 Einwohnern (Stand: 1. Januar 2022) im Département Loire in der Region Auvergne-Rhône-Alpes. Sie gehört zum Arrondissement Saint-Étienne und zum Kanton Le Pilat. Die Einwohner werden Lupéens genannt.

## Geografie
Die Gemeinde Lupé liegt im Regionalen Naturpark Pilat an der Grenze zum Département Ardèche, etwa 25 Kilometer ostsüdöstlich von Saint-Étienne. Nachbargemeinden von Lupé sind Bessey im Norden, Malleval im Osten und Nordosten sowie Maclas im Süden, Osten und Westen.

## Bevölkerungsentwicklung
| Jahr                       | 1962 | 1968 | 1975 | 1982 | 1990 | 1999 | 2006 | 2014 | 2022 |
| -------------------------- | ---- | ---- | ---- | ---- | ---- | ---- | ---- | ---- | ---- |
| Einwohner                  | 171  | 161  | 184  | 168  | 208  | 251  | 302  | 316  | 307  |
| Quellen: Cassini und INSEE |      |      |      |      |      |      |      |      |      |

## Sehenswürdigkeiten

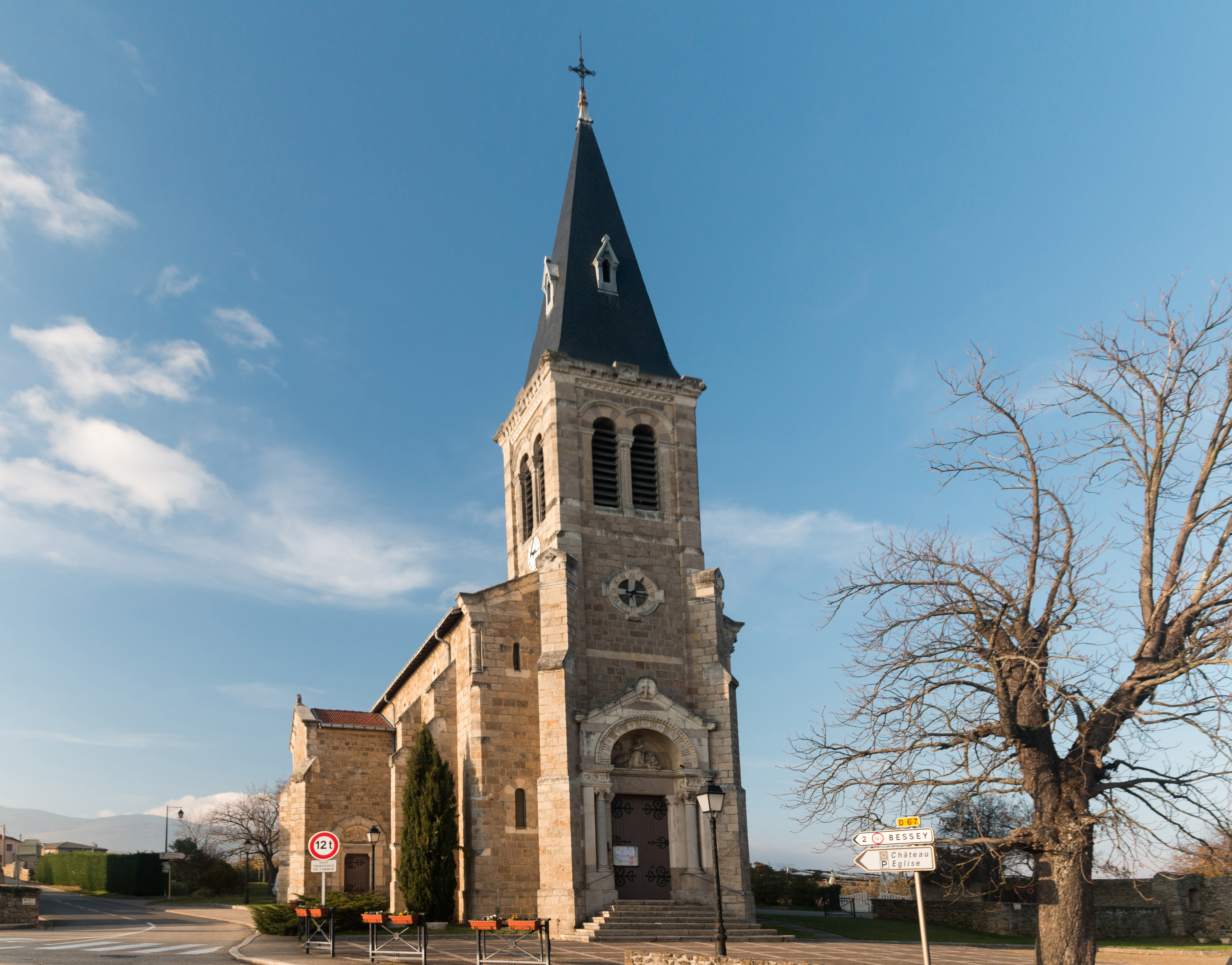
Kirche Sainte-Blandine
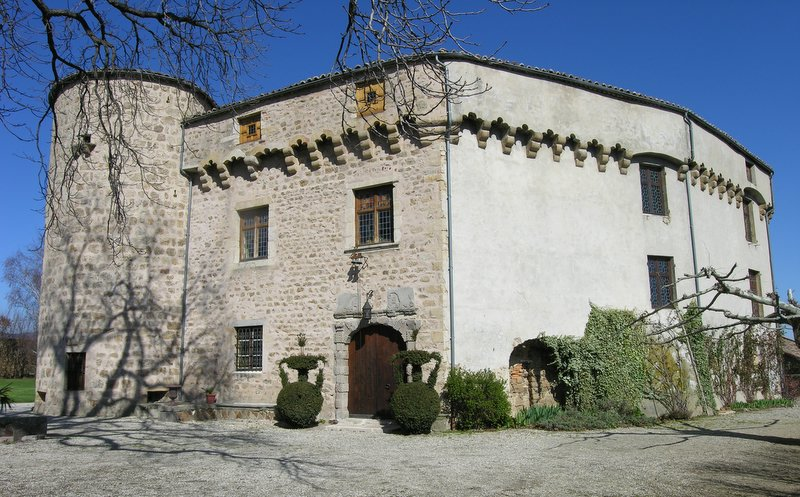
Schloss Lupé
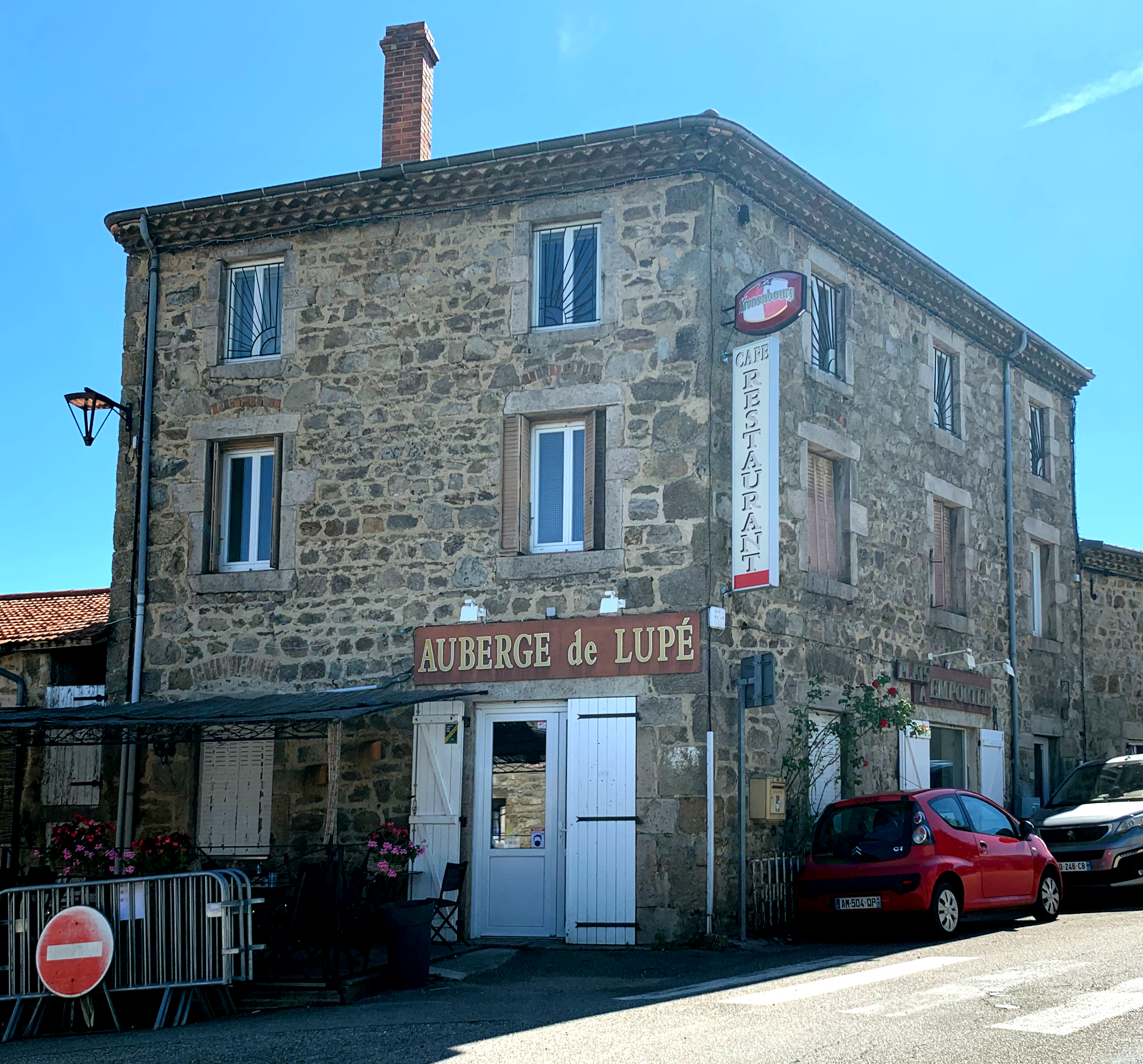
Hotel, Restaurant in Lupé

- Kirche Sainte-Blandine
- Schloss Lupé
- Hotel, Restaurant in Lupé